# فريدريك ولترز
فريدريك ولترز (بالإنجليزية: Frederick Wolters)‏ هو لاعب هوكي الحقل أمريكي، ولد في 14 يونيو 1904، وتوفي في 29 ديسمبر 1990.

## وصلات خارجية
- فريدريك ولترز على موقع أوليمبيديا (الإنجليزية)